# Porisgaga
Porisgaga is een bestuurslaag in het regentschap Tangerang van de provincie Banten, Indonesië. Porisgaga telt 18.309 inwoners (volkstelling 2010).